# Acacia harmandiana
Acacia harmandiana là một loài thực vật có hoa trong họ Đậu. Loài này được (Pierre) Gagnep. miêu tả khoa học đầu tiên.